# Itínere
Itínere Infraestructuras, S.A. es uno de los principales gestores de infraestructuras españoles. Posee actualmente 6 concesiones de autopistas que suman un total de 609 km.

## Historia
Nació dentro del grupo Sacyr Vallehermoso en 1996. En 2003, multiplica sus activos al adjudicarse el 100% de la Empresa Nacional de Autopistas y se coloca como segunda empresa en número de kilómetros de autopistas del país.
En junio de 2009, Citi Infrastructure Parterns lanzó una OPA por el 100%, desprendiéndose posteriormente de varias concesiones de autopistas en favor de Abertis, Sacyr y Atlantia.

## Concesiones
Sus concesiones se concentran casi todas en el norte de España:
| Concesionaria           | País   | Autopistas | Tramos                                         |
| ----------------------- | ------ | ---------- | ---------------------------------------------- |
| Autoestradas de Galicia | España | AG-55      | La Coruña - Carballo                           |
| Autoestradas de Galicia | España | AG-57      | Puxeiros - Bayona                              |
| Audasa                  | España | AP-9       | Ferrol - Tuy                                   |
| Aucalsa                 | España | AP-66      | Campomanes - León                              |
| Audenasa                | España | AP-15      | Tudela - Irurzun                               |
| Acega                   | España | AP-53      | Santiago de Compostela - Alto de Santo Domingo |

## Gestión
Su Consejero Delegado es Javier Pérez Gracia.

## Accionistas
| Accionistas                        |
| ---------------------------------- |
| Citigroup Infrastructure Investors |
| Abanca                             |
| BBK                                |
| Liberbank                          |
| Sacyr Vallehermoso                 |